# فلگتون
فلگتون (به یونانی: Πυριφλεγης) در اساطیر یونانی، رود بزرگ آتش و یکی از پنج رود واقع در جهان زیرزمینی و هادس بود. رودهای دیگر شامل استوکس، آخرون، کوکوتوس و لته بودند. فلگتون رودی سوزان بود، که در آن شعله‌های آتش همیشه جریان داشت و گفته شده از هیچ چیز در شعله‌های آتش آن استفاده نمی‌شد. این رود در موازات استوکس قرار داشت و در طی مسیر خود به آخرون می‌پیوندید و در نهایت به اعماق تارتاروس جریان پیدا می‌کرد. فلگتون گناهکاران را در جریان آتش خود زنده نگاه می‌داشت تا توانایی تحمل رنج و شکنجه‌های زمین‌های مجازات را داشته باشند.